# Мухамедхафій Мурзагалієв
Мухамедхафій Мурзагалієв (каз. Мұхамед-Хафиз Мырзағалиев; 1887—1938) — радянський партійний і державний діяч, керівник киргизького (казахського) підрозділу РКП(б), голова Ради народних комісарів Киргизької АРСР.

## Життєпис
Народився в заможній родині в Тургайській області. Після закінчення школи в Уральську вступив до Саратовського сільськогосподарського училища. Там він розпочав свою революційну діяльність. Після здобуття вищої освіти у 1914—1917 роках працював дільничним агрономом у селі Олександрів-Гай (Новоузенський повіт, Самарська губернія).
1917 року повернувся до Уральська, де долучився до революційного руху. Від березня 1918 до січня 1919 року перебував в Уральську у в'язниці. Член РКП(б) від 1919 року. У вересні того ж року став головою Комісії у національних справах, а також членом Уральського обласного революційного комітету. В січні 1920 року увійшов до складу військово-революційного комітету з управління Киргизьким краєм. 25 лютого того ж року очолив Джамбейтінський повітовий ревком. Восени 1920 року після утворення Киргизької АРСР очолив республіканський наркомат внутрішніх справ. Наприкінці того ж року отримав посаду заступника голови Ради народних комісарів Киргизької АРСР.
Від січня 1921 року був відповідальним секретарем Киргизького обласного бюро ЦК РКП(б), відповідальним секретарем Киргизького (Казахського) обласного комітету РКП(б). У серпні 1921 року пленум обласного комітету РКП(б) звільнив його від обов'язків секретаря парторганізації для того, щоб він міг зосередитись на праці в РНК.
У жовтні 1921 — жовтні 1922 року займав пост голови Ради народних комісарів Киргизької (Казахської) АРСР. Від січня 1923 року був повноважним представником Киргизької АРСР при Народному комісаріаті у справах національностей СРСР. Від 1926 до 1929 року — народний комісар фінансів Казахської АРСР, а згодом (до 1937 року) обіймав посаду заступника начальника Управління з плодових закупок Народного комісаріату землеробства СРСР.
У серпні 1937 року був заарештований, а в лютому наступного — розстріляний в Алмати.